# Libro de Tobías

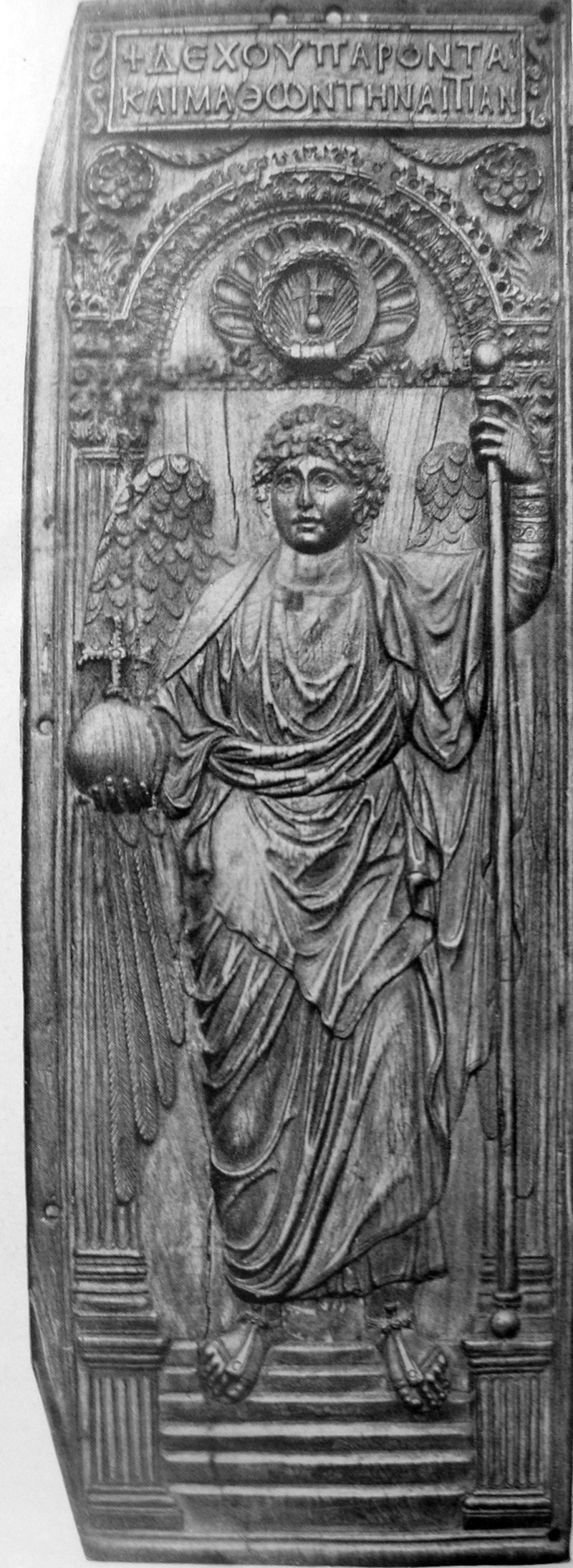
El arcángel Rafael, importante protagonista de este libro (relieve en dístico sobre marfil, Londres,).

El Libro de Tobit (en hebreo: טוֹבִיṭ‎, romanizado: Tōbīṭ, lit. 'bueno' o 'mi buen'; en griego: Τωβίθ o Τωβίτ, Tōbíth o Tōbít; , Tobí ‘bondadoso mío’), también llamado Libro de Tobías (en latín: Tobias; en hebreo: טוביה‎, Tobyah, ‘Yah es bondadoso’), es una antigua obra literaria hebrea incluida en la Septuaginta, comúnmente aceptada por las comunidades judías de la Diáspora, pero luego considerada como un texto apócrifo por el judaísmo rabínico, el judaísmo caraíta, y por los cristianos protestantes. Sin embargo, este libro es aceptado como canónico por los católicos, ortodoxos y ortodoxos orientales. La Iglesia católica conmemora la figura de San Tobías el 7 de febrero.
Es una obra del siglo III o principios del siglo II a. C., que describe cómo Dios pone a prueba a los fieles, responde a las oraciones y protege a la comunidad del pacto (es decir, los Israelitas). Narra la historia de dos familias israelitas: la del ciego Tobit en Nínive y la de la abandonada Sara en Ecbatana. El hijo de Tobit, Tobías, es enviado a recuperar diez talentos de plata que Tobit había dejado en Rayy, una ciudad de Media. Guiado y asistido por el ángel Rafael, llega a Ecbatana, donde conoce a Sara. Un demonio llamado Asmodeo mata a cualquiera con quien ella intente casarse, pero con la ayuda de Rafael, el demonio es exorcizado y Tobías y Sara se casan. Luego, Tobías y Sara regresan a Nínive, donde Tobit es curado de su ceguera.
La mayoría de los estudiosos considera que el libro es una obra de ficción escrita con fines didácticos. La historia está ambientada en el siglo VIII a. C., pero se cree que el libro fue escrito entre los años 225 y 175 a. C. No hay consenso académico sobre el lugar de composición, aunque un origen mesopotámico parece lógico, dado que la historia se desarrolla en Asiria y en el Imperio persa, y se menciona al demonio persa "aeshma daeva", traducido como "Asmodeo". Sin embargo, la narración contiene errores significativos en detalles geográficos (como la distancia entre Ecbatana y Rhages, y su topografía), y también existen argumentos tanto a favor como en contra de un origen judeano o egipcio.

## Datos generales

### Idioma, época y autor
No está claro quién es el autor de Tobit; apenas que se trataba de un judío versado en la historia y en la ciencia de Dios y que posiblemente haya vivido en tiempos de la Diáspora. La fecha y el lugar de composición son dudosos: algunos afirman que fue escrito en Egipto entre los siglos IV y III a. C.: mientras que otros autores se inclinan por el siglo II a. C. o aun comienzos del siglo I a. C. ("entre 200 y 50 a. C.), en Judea. Su idioma original, como el de todos los libros de este período, parece ser, según el análisis de la mayoría de los expertos, el arameo. Posteriormente habría sido traducido al hebreo y al griego, aunque es posible un original hebreo.
El libro está incluido como deuterocanónico en los cánones de la Biblia católica y de la Iglesia ortodoxa oriental, y también se encuentra entre los Manuscritos del Mar Muerto, pero no está incluido en el texto masorético judío. La tradición protestante lo sitúa en los Apócrifos, siendo reconocido por anabaptistas, luteranos, anglicanos y metodistas como útil para la edificación espiritual y la liturgia, aunque con un estatus no canónico.

### Tradición textual
Se conservan dos textos de la versión griega: el del Alexandrinus en el Códice Vaticano y el del Sinaiticus. Este último fue la base usada para las traducciones latinas a partir de la Vetus latina. En Qumram se han encontrado fragmentos del libro en arameo e incluso en hebreo que apoyan la versión del Sinaiticus. Otros textos en hebreo o arameo que se han encontrado parecen más bien ser traducción del griego antiguo.
Las versiones más antiguas conocidas del libro de Tobit, son varios fragmentos en arameo (4Q196 a 4Q199) y uno en hebreo (0002230) que fueron encontrados entre los Manuscritos del Mar Muerto. Las versiones o traducciones griegas no han transmitido de modo uniforme el texto. Entre los códices hay dos formas, con frecuencia bastante diferentesː por una parte, el Vaticano y el Alejandrino, por otra el Sinaítico. Los primeros dan una versión breve; el Sinaítico, una más larga, con la cual coinciden los fragmentos arameos y hebreo y que se considera actualmente la más cercana al texto original. La Vulgata latina depende de las versiones griegas y de la Vetus Latina, aunque se sabe que San Jerónimo dispuso para su traducción de un manuscrito arameo, hoy perdido. La Vetus Latina ofrece un texto muy afín al Sinaítico. Algunos manuscritos tienen interpolaciones gnósticas, que están presentes en la Vulgata Clementina del siglo XVII y en versiones modernas dependientes de ella. Se conservan también manuscritos siríacos y una versión aramea tardía.
Jerónimo, aunque de mala gana, tradujo el texto al latín a partir de uno en arameo, que a su vez le fue traducido al hebreo, según él mismo cuenta.

### Canonicidad del libro
San Agustín (397 d. C.) y el papa Inocencio I (405 d. C.) consideraron que formaba parte del canon del Antiguo Testamento. Atanasio escribe que aunque este, junto con otros tres deuterocanónicos, no forman parte del Canon, "fueron designados por los Padres para ser leídos". Epifanio de Salamina (c. 385 d. C.) menciona que era de disputada canonicidad. Según el monje Rufino de Aquilea (400 d. C.) no era llamado libro canónico, sino eclesiástico.
El Libro de Tobit fue catalogado como canónico por el Concilio de Roma (382), el Sínodo de Hipona (393), el Concilio de Cartago (397) y el Concilio de Cartago (419), el Concilio de Florencia (1442) y el Concilio de Trento (1546).
Los judíos actuales no lo consideran parte del Tanaj, aunque sí un escrito israelita ancestral con muy buenos valores. Por este motivo, su canonicidad ha sido impugnada a través de los siglos por algunos grupos dentro del cristianismo. Las iglesias católica, ortodoxas, armenia, copta, etíope y las demás iglesias orientales históricas defienden el valor canónico, sagrado, divino e inspirado de este y de todos los llamados libros deuterocanónicos. Todos estos libros se encuentran en todas las Biblias de estas iglesias. Así, por ejemplo, en las Biblias católicas, se encuentra ubicado después de Nehemías y antes de Judit. Tobit y los otros deuterocanónicos son considerados "apócrifos" y no canónicos por los protestantes y por otros grupos surgidos de ellos. No obstante, estos libros también aparecen, bajo el rubro "Apócrypha", en todas las Biblias de los anglicanos, episcopalianos, luteranos y anabaptistas. El Artículo VI de la Declaración de 39 Artículos de la Iglesia de Inglaterra los considera libros que "la iglesia debe leer como ejemplo de vida e instrucción de comportamiento, pero que no deben ser utilizados para establecer doctrina alguna". Los amish leen un pasaje de Tobit en todas sus ceremonias y celebraciones nupciales.

## Estructura y resumen

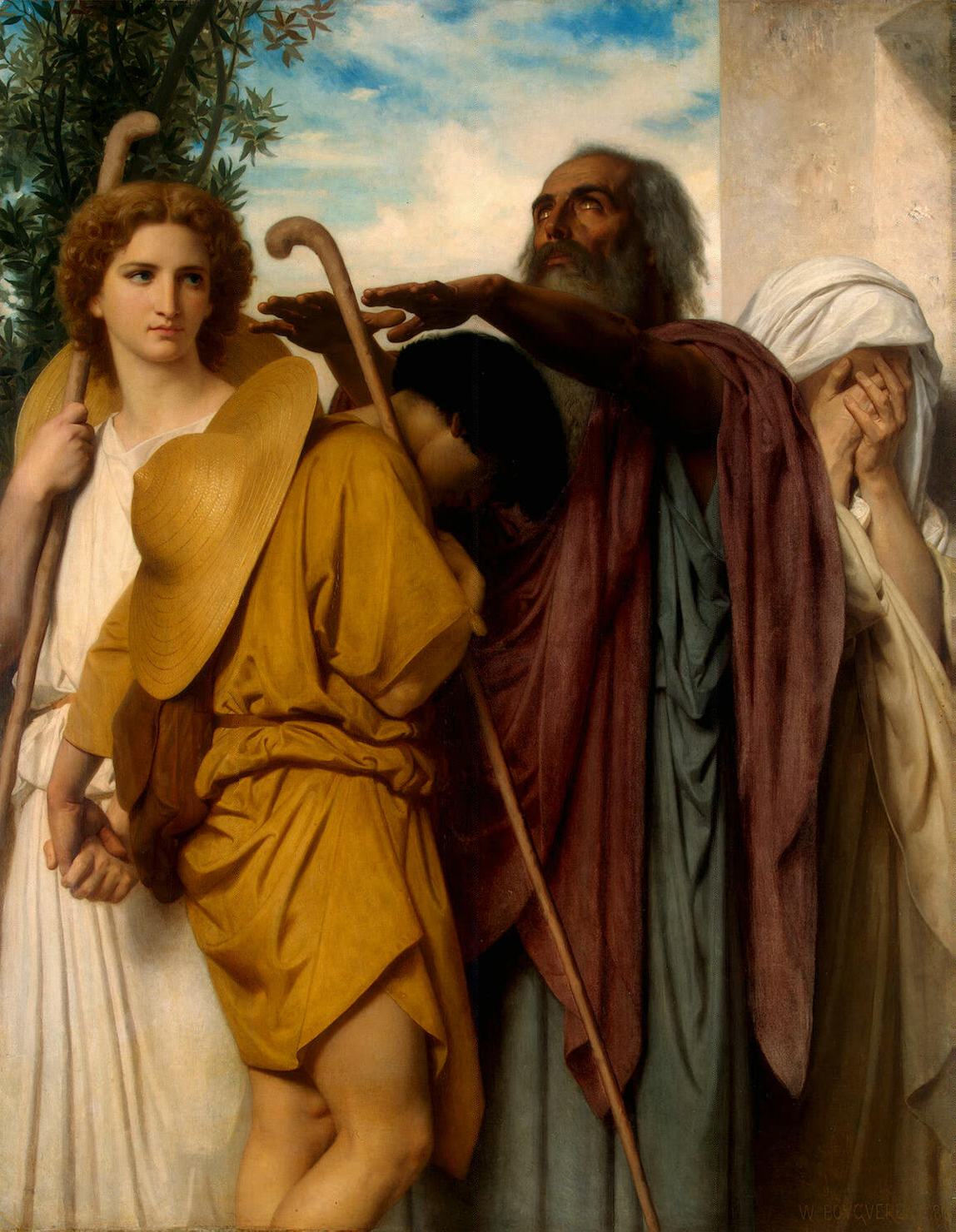
Bouguereau: Tobías se despide de su padre (1860)

El libro tiene 14 capítulos, que forman tres grandes secciones narrativas enmarcadas por un prólogo y un epílogo:
- Prólogo (1:1–2)
- Situación en Nínive y Ecbatana (1:3–3:17)
- El viaje de Tobías (4:1–12:22)
- El cántico de alabanza de Tobit y su muerte (13:1–14:2)
- Epílogo (14:3–15)

(Resumen basado en Benedikt Otzen, "Tobit and Judith").
El prólogo informa al lector que esta es la historia de Tobit, de la tribu de Neftalí, deportado desde Tisbe en Galilea a Nínive por los asirios. Siempre ha cumplido con las leyes de Moisés y llevaba ofrendas al Templo de Jerusalén antes de la catástrofe de la conquista asiria. La narración destaca su matrimonio con Ana, y juntos tienen un hijo llamado Tobías.
Tobit, un hombre piadoso, se dedica a enterrar israelitas muertos, pero una noche mientras duerme, queda parcialmente ciego cuando un pájaro defeca en sus ojos; más tarde se queda completamente ciego tras la aplicación de un ungüento por parte de los médicos. Se vuelve dependiente de su esposa, pero la acusa de haber robado y reza para morir. Mientras tanto, su pariente Sara, que vive en la lejana Ecbatana, también reza para morir, pues el demonio Asmodeo ha matado a sus pretendientes en sus noches de bodas, y ella es acusada de haber causado sus muertes.
Dios escucha sus oraciones y envía al arcángel Rafael para ayudarlos. Tobías es enviado a recuperar dinero de un pariente, y Rafael, disfrazado como humano, se ofrece a acompañarlo. En el camino capturan un pez en el río Tigris, y Rafael le indica a Tobías que el hígado y el corazón quemados pueden ahuyentar demonios, y la hiel puede curar la ceguera. Llegan a Ecbatana y conocen a Sara, y como Rafael había predicho, el demonio es expulsado.
Tobías y Sara se casan, Tobías se enriquece, y regresan a Nínive (Asiria), donde Tobit y Ana los esperan. La ceguera de Tobit es curada, y Rafael se despide después de exhortar a Tobit y Tobías a bendecir a Dios y proclamar sus obras al pueblo (los israelitas), a orar y ayunar, y a dar limosna. Tobit alaba a Dios, quien ha castigado a su pueblo con el exilio, pero les mostrará misericordia y reconstruirá el Templo si se vuelven a Él.
En el epílogo, Tobit le dice a Tobías que Nínive será destruida como ejemplo de maldad; del mismo modo, Israel quedará desolado y el Templo será destruido, pero Israel y el Templo serán restaurados; por tanto, Tobías debe abandonar Nínive, y él y sus hijos deben vivir con rectitud.

### Aspectos literarios
El cronista bíblico parece haberse inspirado en el Génesis para escribir su libro; como en aquel, la intención no es hacer un prolijo examen cronológico, historiográfico o documental, sino enseñar teología. En este sentido, Tobit se encuentra estrechamente emparentado con Judit y Ester.
La literatura de este libro es sapiencial: su enseñanza teológica es concreta, inmediata, de uso diario. No se pierde en áridas disquisiciones teóricas, sino que pretende que los conocimientos transmitidos se apliquen aquí y ahora.
Tal vez, como analizan algunos estudiosos, el libro de Tobit, junto a los inmediatos de Judit, Ester y Job, representan un tipo de género intermedio de libros narrativos realmente no históricos, sino más bien sapienciales, entre los otros libros que suelen ser tenidos por históricos reales y aquellos que de hecho son simplemente libros sapienciales.

Tobit existe en dos versiones griegas, una (la del Sinaítico) más larga que la otra (la de los códices Vaticano y Alejandrino). Fragmentos arameos y hebreos de Tobit (cuatro en arameo y uno en hebreo —no está claro cuál fue el idioma original) encontrados entre los Manuscritos del Mar Muerto en Qumrán tienden a alinearse más estrechamente con la versión más larga o Sinaítica, que ha servido de base para la mayoría de las traducciones al inglés en tiempos recientes.
La Vulgata coloca a Tobit, al Libro de Judit y al Libro de Ester después de los libros históricos (después de Nehemías). Algunos manuscritos de la versión griega los sitúan después de los libros sapienciales.

### Argumento

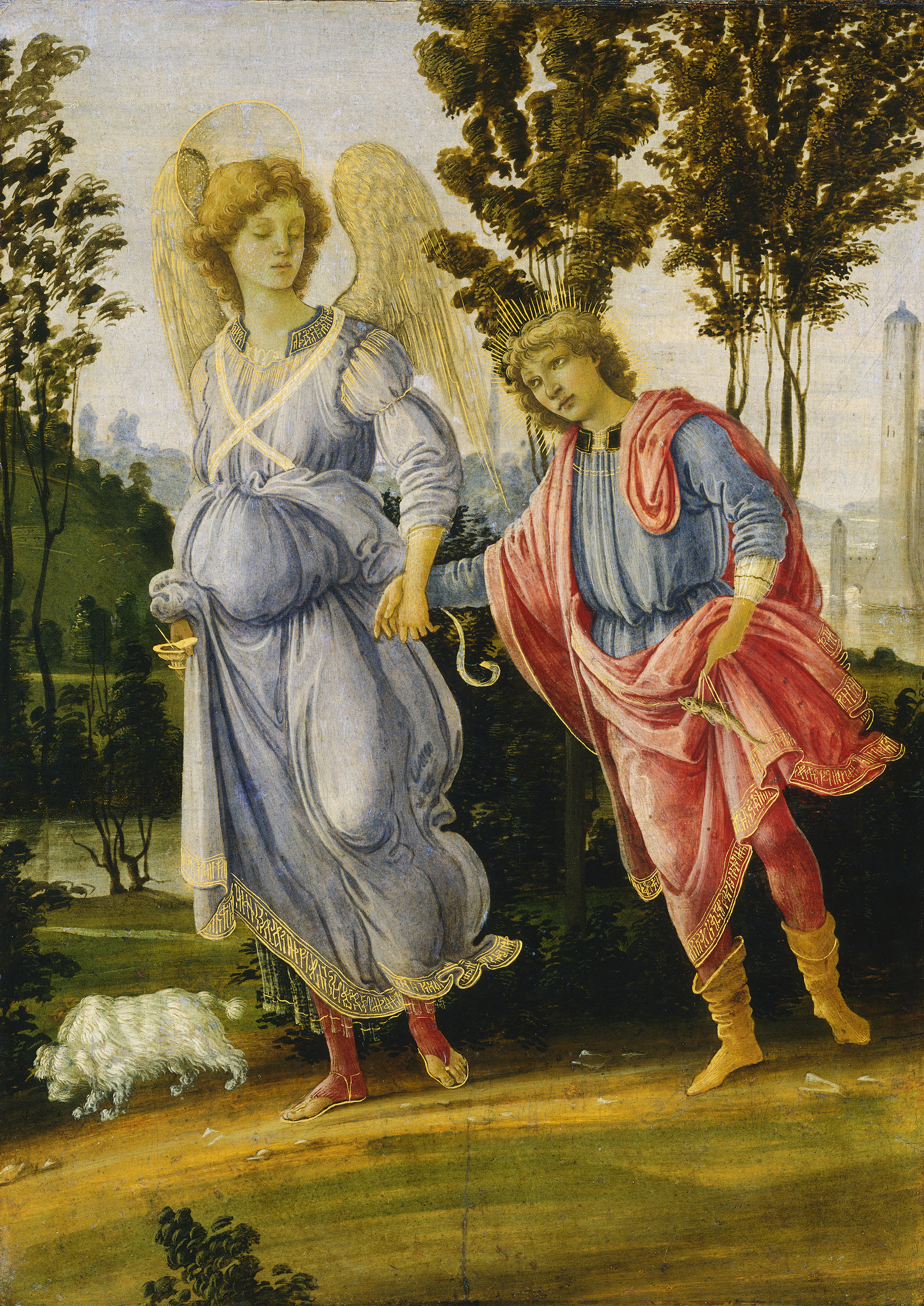
Tobías y el Ángel, de Filippino Lippi, 1472.

El Libro de Tobit analiza la presencia de Dios en las relaciones familiares, expresadas en el acompañamiento que el arcángel Rafael hace a Tobías, un joven lleno de fe que va a buscar esposa y finalmente se casa con ella tras sortear enormes dificultades con la ayuda del ángel enviado por Dios.
Tobit es un hebreo de la tribu de Neftalí deportado a Nínive. El anciano, de gran sabiduría, sufre un accidente cuando le caen en los ojos unos excrementos de ave. Los remedios de los diferentes médicos no hacen más que agravar su enfermedad, hasta que acaba por perder totalmente la vista.
Por otro lado, Sara, hija de unos parientes lejanos de Tobit, trata de suicidarse a causa de los insultos de su criada, que la acusa de asesina; ello se debe a que la joven, que ha contraído matrimonio siete veces, ha enviudado de todos sus maridos y sigue siendo virgen porque está poseída por un demonio, Asmodeo. Este demonio está perdidamente enamorado de Sara y se llena de celos cada vez que ella se casa, por lo que el demonio mata a sus esposos en la noche de bodas antes de que puedan yacer con ella. Sin embargo, Sara se arrepiente de sus planes de suicidio en el último momento y pide ayuda a Dios, que envía al arcángel Rafael. 
Tras la muerte de los siete maridos de Sara, Tobías, hijo de Tobit, se convierte en el pariente más cercano de la joven y debe desposarla siguiendo la ley del levirato, por lo que sale de viaje a visitar a sus parientes y tomar por esposa a Sara. Por el camino, se le aparece el arcángel Rafael en forma humana y bajo el nombre de Azarías y los dos se hacen amigos. Azarías le cuenta toda la historia de Sara a Tobías, quien se enamora de ella antes de conocerla por la descripción que le da el arcángel: "Es bella y discreta". Asimismo, le da un remedio tanto para salvar a Sara como para curar a Tobit: Tobías debe pescar un pez y quemar el corazón y el hígado delante de Sara; el humo espantará a Asmodeo, que huirá para no volver. Para curar la ceguera de Tobit, deberá conservar la vejiga (vesícula) del pez.
En casa de sus parientes, Tobías desposa a Sara ante la tristeza de los padres de ella, que creen que el joven morirá igual que los otros maridos; en la noche de bodas, cuando Asmodeo va a atacar a Tobías, él sigue el consejo de Azarías y logra ahuyentar al demonio. A la mañana siguiente, los padres de ella se alegran de verle con vida y les dejan marchar a ellos y a Azarías.
De vuelta en casa, Tobías logra curar la ceguera de su padre untándole sobre los ojos la hiel del pez. Cuando se efectúa el milagro, Azarías desvela su verdadera identidad ante todos, que dan gloria a Dios.
También en el libro se hace mención fugaz del famoso sabio Achiachar o Ajikar que aquí aparece como sobrino y protector de Tobit en tierra extranjera.

### Aspectos religiosos
El sentido del libro es demostrar que Tobit recibe la clemencia de Dios porque es un leal servidor de Él; siempre ayuda a los demás judíos y ejercita una solidaridad y una caridad notables. Su fe es evidente y su vida moral es intachable, por lo que camina siempre en la senda del temor de Dios y de la piedad religiosa.
Sin embargo, como a Job, las acechanzas del demonio lo ponen en medio de un sufrimiento injusto, al igual que a la mujer (Sara), que pierde a sus amados esposos sin haber hecho nada para merecerlo. Tobit y Sara son tratados de la misma manera: la gente se burla de ellos y ambos consideran que sería mejor morir que soportar su tormento.
Plantea el problema de por qué muchas veces el justo sufre. Muchos analistas consideran que el libro de Tobit, además de preguntarse si la virtud será recompensada, dice que no basta esa virtud para explicar el beneficio; en realidad, los designios de Dios son desconocidos para los humanos y es la fidelidad, la persistencia de la piedad de los protagonistas a pesar de las desgracias que sufren, lo que conduce al premio, que solamente se recibe cuando Dios lo dispone. Los protagonistas no relajan su moral o su virtud una vez que han recibido su premio; antes bien, se mantienen fieles a Dios, siguen siendo los mismos judíos piadosos que eran antes de la intervención del Maligno.
El Dios de Tobit es más cercano y comprensible que el de otros libros del Antiguo Testamento: no parece indiferente como el de Job ni prácticamente ausente como el del Eclesiastés. El Dios de Tobit se preocupa por los problemas de cada uno de sus adoradores, y los resuelve planificadamente. Se interesa por el Hombre y sus problemas, utilizando a un instrumento fiel y efectivo (Rafael) para lograr sus fines.
Sin embargo, la función de Dios no es suprimir el mal en la vida de los hombres: si tal hiciera, suprimiría también el libre albedrío, factor crítico del plan divino. Lo que Dios hace es intervenir para corregir las desviaciones introducidas por el Demonio, y siempre lo hace por caminos tortuosos y poco evidentes.

#### Conceptos novedosos
Hábilmente entremezclados con la narración dramática, el autor de Tobit presenta dos conceptos que son novedosos en la Biblia o que aclaran y precisan conceptos tratados en forma más somera en libros anteriores:
- Ángeles buenos y malos. Los buenos son herramientas de Dios. Los malos también, porque requieren la intervención del Señor para corregir sus maldades. Además, y por primera vez, se presentan como el medio que el Creador utiliza para permitir al hombre ejercer su libertad (bajo el concepto ya analizado del libre albedrío).
- Concepto del matrimonio. En Tobit el matrimonio, además de institución familiar en la cual intervienen los suegros, ante quienes se formaliza el compromiso, pasa a tener además un carácter de compromiso de la pareja con Dios, visión que para algunos es cuasisacramental y anticipo de la que se desarrollará plenamente con el Cristianismo, según la visión de la Iglesia católica. El compromiso de Tobit y Sara, sin embargo, no se contrae ante un sacerdote, sino que lo hace la pareja, en su habitación. No van simplemente a tener una relación sexual para satisfacer un deseo, sino que hay una clara y sincera intención: seguir juntos, hasta la vejez si Dios lo concede.[40] Esta intención es cambiada en algunas versiones por una interpolación "sed sola posteritatis dilectione" que pretendía que la relación de pareja solamente se justificaba para tener hijos (solamente en orden de tener descendientes), pero los expertos han descartado que ese punto de vista provenga del texto original, ya que no se encuentra en los manuscritos más antiguos.

Tobit es una obra con algunas referencias históricas, que combina oraciones, exhortaciones éticas, humor y aventura con elementos tomados del folclore, relatos de sabiduría, historias de viaje, romance y comedia. Ofrecía a la diáspora (los judíos en el exilio) orientación sobre cómo conservar la identidad judía, y su mensaje era que Dios pone a prueba la fe de su pueblo, escucha sus oraciones y redime a la comunidad de la alianza (es decir, los judíos).
Lecturas del libro se utilizan en los ritos litúrgicos latinos de la Iglesia católica. Debido a los elogios que el libro hace a la pureza del matrimonio, suele leerse en bodas en muchos ritos. Doctrinalmente, el libro es citado por sus enseñanzas sobre la intercesión de los ángeles, la piedad filial, el diezmo y la limosna, así como la reverencia por los difuntos. Tobit también es mencionado en el capítulo 5 del 1 Meqabyan, un libro considerado canónico en la Iglesia ortodoxa de Etiopía.

#### Conclusiones
El libro de Tobit aporta el concepto de matrimonio como sacramento religioso y el del libre albedrío como dosis de libertad imprescindible para que el Hombre se eleve hacia Dios.
Ofrece una visión primitiva del Mesías por venir, especialmente en el canto del capítulo 13.

## El personaje de Tobías en las artes
- El compositor Joseph Haydn le dedicó un oratorio, bajo el título de Il ritorno di Tobia, estrenado en 1775. El libreto es de Gian Gastone Boccherini, hermano del compositor y violonchelista Luigi Boccherini.[46]
- El compositor español Francisco Javier García Fajer compuso en 1752 el oratorio Tobia, para cuatro voces y orquesta de cuerda, cuando era maestro de capilla de la catedral de Terni (Umbría, Italia), obra que se interpretó en numerosas ocasiones, durante los años posteriores, en el oratorio San Felipe Neri de Roma.[47]
- Inspirado por el Libro de Tobit, el pintor Max Liebermann representó en 1934 El regreso de Tobías, óleo que presenta una escena donde el hijo vuelve a casa con una cura para la ceguera de su padre.[48]

## Estatus canónico
Los libros que se encuentran en la Septuaginta pero no en el Texto masorético se denominan deuterocanónicos, lo que significa "segundo canon". El cristianismo católico y ortodoxo los incluye en el canon bíblico. Como los protestantes adoptaron el canon masorético, no incluyeron a Tobit en su canon, aunque lo reconocen dentro de la categoría de libros deuterocanónicos llamados apócrifos.
El Libro de Tobit está listado como libro canónico por el Concilio de Roma (382 d. C.), el Concilio de Hipona (393 d. C.), el Concilio de Cartago (397), y (419 d. C.), el Concilio de Florencia (1442) y finalmente el Concilio de Trento (1546), y forma parte del canon tanto de la Iglesia Católica como de las Iglesias Ortodoxas Orientales. Los católicos lo denominan deuterocanónico.
Agustín (c. 397 d. C.) y el Papa Inocencio I (405 d. C.) afirmaron que Tobit formaba parte del canon del Antiguo Testamento. Atanasio (367 d. C.) mencionó que ciertos otros libros, incluido el libro de Tobit, si bien no formaban parte del canon, "fueron designados por los Padres para ser leídos".
Según Rufino de Aquilea (c. 400 d. C.), el libro de Tobit y otros libros deuterocanónicos no eran llamados canónicos, sino libros eclesiásticos.
Las tradiciones protestantes colocan el Libro de Tobit en una sección intertestamentaria llamada Apócrifos. En el anabaptismo, el libro de Tobit se cita litúrgicamente durante las bodas amish, utilizándose "el libro de Tobit como base para el sermón de bodas". La Biblia de Lutero considera a Tobit como parte de los "Apócrifos, es decir, libros que no se tienen por iguales a las Sagradas Escrituras, pero que sin embargo es útil leer". La opinión personal de Martín Lutero era que incluso si "fuera todo inventado, sigue siendo una ficción o drama muy hermoso, sano y útil de un poeta talentoso", y que "este libro es útil y bueno para que nosotros los cristianos lo leamos".
El Artículo VI de los Treinta y nueve artículos de la Iglesia de Inglaterra lo enumera como un libro de los "Apócrifos". El primer libro litúrgico metodista, El Servicio Dominical de los Metodistas, emplea versículos del libro de Tobit en la liturgia eucarística.
Las lecturas bíblicas del Apócrifo están incluidas en los leccionarios de las Iglesias luteranas y anglicanas, entre otras denominaciones que usan el Leccionario común revisado, aunque se proporcionan lecturas alternativas del Antiguo Testamento.
Litúrgicamente, las iglesias católica y anglicana pueden usar una lectura del Libro de Tobit en los servicios de santo matrimonio.
Tobit contiene algunas evidencias interesantes sobre la evolución temprana del canon, al referirse a dos divisiones en lugar de tres: la Ley de Moisés (es decir, la Torá) y los profetas. Por razones desconocidas, no está incluido en el texto masorético de la Biblia hebrea, aunque se encontraron cuatro fragmentos en arameo y uno en hebreo entre los rollos del mar Muerto, lo que indica un estatus autoritativo entre algunas sectas.
Las explicaciones propuestas incluyen su antigüedad, calidad literaria, un supuesto origen samaritano, o una infracción de la ley ritual, ya que representa el contrato matrimonial entre Tobías y su esposa como escrito por el padre de ella en lugar del novio. Alternativamente, las alusiones a ángeles caídos y sus conexiones temáticas con obras como el 1 Enoc y el Jubileos pueden haberlo descalificado para la canonicidad. Sin embargo, se encuentra en el texto griego de la Septuaginta, desde donde fue adoptado en el canon cristiano hacia finales del siglo IV.

## Influencia
La inclusión de Tobit en el canon cristiano permitió que influyera en la teología, el arte y la cultura en Europa. Fue tratado con frecuencia por los Padres de la Iglesia, y el motivo de Tobías y el pez (el pez siendo un símbolo de Cristo) fue extremadamente popular tanto en el arte como en la teología; este motivo es conocido comúnmente en el arte como Tobías y el ángel. En este contexto, destacan especialmente las obras de Rembrandt, quien, a pesar de pertenecer a la Iglesia Reformada Holandesa, realizó una serie de pinturas y dibujos que ilustran episodios del libro.
La investigación en el campo de la folclorística (por ejemplo, Stith Thompson, Dov Noy, Heda Jason y Gédeon Huet) reconoce que el Libro de Tobit contiene una versión temprana de la historia del Muerto agradecido, aunque con un ángel como ayudante del héroe en lugar del espíritu de un hombre muerto.
La historia de Tobit también inspiró el oratorio Il ritorno di Tobia (1775) de Joseph Haydn.

## Galería de imágenes
| |
| Partida de Tobías guiado por el arcángel Rafael; recorte de una letra capital I de un gradual del Maestro del Arca de Noé: Museo de Arte de Cleveland |

|                                                                 |
| Tobías cura la ceguera de su padre Tobit, por Domingos Sequeira |

|                                                                                              |
| Iluminación con Tobit, Tobías y el arcángel Rafael en una letra capital O. (siglo XIV d. C.) |

|                                              |
| Ana y el ciego Tobit, Rembrandt y Dou (1630) |

|                                                  |
| Tobías y el ángel, Filippino Lippi, c. 1472–1482 |

|                                                                     |
| La boda de Tobías y Sara: Rafael ata al demonio. Jan Steen, c. 1660 |

|                                                                    |
| Tobit y Ana, Abraham De Pape, c. 1658, Galería Nacional de Londres |

|                                                                                |
| Tobit consuela a Ana, rosetón de vidrio pintado, Países Bajos del Sur, c. 1500 |

|                                                                                           |
| Tobit entierra a los muertos, grabado de F. Bartolozzi a partir de G.B. Castiglione, 1651 |

|                                                                                       |
| La ceguera de Tobit: un boceto, William James Smith, inspirado en Rembrandt, ca. 1825 |